# CBCニュースネットワーク
CBCニュースネットワーク（CBC News Network、旧：CBCニュースワールド（CBC Newsworld））は、カナダ放送協会（CBC）が所有するカナダの英語専門ニュースチャンネル。カナダの1,000万以上の家庭に放送されている。カナダ初のニュース専門チャンネルは、アメリカのCNN、イギリスのSky Newsに次いで、この種のテレビサービスとしては世界で3番目に古いものである。
ケーブル加入者料金と商業広告によって賄われている。CBCの主要なテレビネットワークとは異なり、このチャンネルは企業の公的資金割り当てから運営資金を直接受け取ることはできませんが、リポーターや番組を主要なネットワークと共有する機能など、他のCBCサービスとの相乗効果の恩恵を受ける。
CBCニュースネットワークのフランス語版は、同じくCBCが所有するIci RDI（フランス語で「Société Radio-Canada」）である。

## 収益
カナダ・ラジオテレビ通信委員会（CRTC）による2014年の「Communications Monitoring Report（通信監視レポート）」によると、2014年のCBCニュースネットワークの加入者数は1,130万人、収益は8,670万ドルだった。

## 歴史
CNNは1980年代にカナダで広く利用できるようになり、カナダの民間及び国営の放送局は、カナダで同様の24時間ニュースサービスのライセンスを申請し始めた。1987年、カナダ・ラジオテレビ通信委員会（CRTC）はCBCにライセンスを与えた。
CBCの24時間ニュースサービスの開始は何度か延期された。最初は、オールニュースチャンネルの競合申請を行っていたアラーコムが、CRTCの決定に上訴することを選択した時である。2つ目は、連邦内閣がCBCに対して、民間の商業放送局を含めてネットワークのサービス計画を改訂し、並行してフランス語のサービスを開始するよう指示を出した時である。そして最後に、ケーブル会社が他の多くのチャンネルの同様の開始からわずか5ヶ月後にサービスを追加することに消極的だった。
CBCニュースワールド（CBC Newsworld）は、1989年7月31日にハリファックス、トロント、ウィニペグ、カルガリーのいくつかの地域スタジオから放送を開始し、カナダ初のオールニュースチャンネルになった（2017年現在、バンクーバー、トロント、ハリファックスに制作スタジオ有り）。
1990年代には、同チャンネルは、CBCテレビジョンの政治スケッチコメディシリーズ『この1時間は22分』と『ロイヤル・カナディアン・エア・ファース』の再放送も放映したが、これらの番組はニュース番組としての資格がないというCRTCの指示の後、2001年に中止された。
2000年、ペルソナ（当時はリージョナル・ケーブルシステムズ（Regional Cablesystems）として知られていたが、後にイーストリンクに買収された）とCBCの間の料金論争により、CBCニュースネットワークは多くのペルソナ所有のケーブルシステムによって廃止された。その後、CBCニュースネットワークは必須の基本的なケーブルチャンネルであると考えられることもあったが、これらのケーブルシステムは2000年代の殆どの間、同チャンネルを全く伝送しなかった。

### ニュースワールド・インターナショナル
CBCニュースネットワークの番組の一部は、CBCとパワー・コーポレーション・オブ・カナダが共同所有するアメリカのケーブルニュースネットワークである、現在は廃止されたニュースワールド・インターナショナルでも放映された。CBCニュースワールド（当時の名称）は、ニュースワールド・インターナショナル向けにいくつかの番組を制作し、イギリスのBBCワールドのような他のニュースネットワークからの番組を予定していたが、これはカナダのチャンネルでは放映されなかった。
その後すぐに、ニュースワールド・インターナショナルは2000年にUSAネットワークに売却され、2001年にヴィヴェンディ・ユニバーサル・エンターテイメントに売却され、2004年にアル・ゴアとジョエル・ハイアットに売却された。ニュースワールドは、2005年8月1日にゴアとハイアットが独自のネットワークであるカレントTVを立ち上げるまで、ネットワークの番組を提供し続けた。2013年、同チャンネルは再びアルジャジーラ・メディア・ネットワークに売却され、同年8月20日にアルジャジーラ・アメリカになった。

### 2009年のリニューアル
2008年12月、CBCが戦略的見直しと市場調査の結果として、2009年にニュースワールドを刷新する計画であることが報じられた。CBCは、CBCニュースワールドに対する消費者の認知度が他の専門チャンネルに比べて低く、CBCがニュースを伝えるのが遅すぎるという認識があることを発見した。暫定的な計画では、ニュースのヘッドラインや天気予報をより目立つように表示するように、チャンネルを刷新することも求められていた。
2009年10月21日、CBCニュース部門の大規模な刷新の一環として、CBCニュースワールドが同年10月26日に「CBCニュースネットワーク（CBC News Network）」に改名されることが発表された。番組の新しいラインナップが同ネットワークに導入され、ライブニュース報道により重点が置かれた。新しい番組には、『CBCニュースナウ』（同チャンネルのローリングニュース報道）、『パワー&ポリティクス』、『ザ・ラング・アンド・オレアリー・エクスチェンジ』（アマンダ・ラングと「ドラコンズ・デン」投資家のケビン・オレアリーがホストを務めるビジネスニュース番組）、『コネクト・ウィズ・マーク・ケリー』が含まれていた。

### CBCニュースネットワーク HD
2009年1月、CBCはCBCニュースワールド HD（CBC Newsworld HD）と呼ばれるCBCニュースネットワーク（当時のCBCニュースワールド）のHD同時放送を開始した。このチャンネルは、2009年10月26日にCBCニュースワールドがCBCニュースネットワークに改名されたことに合わせて、CBCニュースネットワーク HD（CBC News Network HD）に改名された。HDフィードは、2014年にラインナップに追加された後、ショー・ケーブルで720pの解像度で確認されている。国内の全ての主要なテレビプロバイダーを通じて利用できる。

## 番組
CBCニュースネットワークは、1時間毎のニュース更新と共に、多数のマガジンスタイルの番組を放映していた。同ネットワークは、そのスタイルの番組編成から、どちらもミカエル・ジャンがホストを務めていた『ザ・パッショネート・アイ』と『ラフ・カッツ』、ドン・ニューマンがホストを務める、1日2回放送される政治問題番組『ポリティクス』などのライブニュースやドキュメンタリー番組のみに焦点を当てるようになった。ジョージ・ストロンボロポロスの『ジ・アワー』は、若い視聴者を引き付けようとして2005年に開始された。『パメラ・ウォーリン・ライブ』、『カウンタースピン』、『フェイス・オフ（Face Off）』、『ベンメルギ・ライブ』などの同様のニュース指向のトーク番組も、1990年代に同ネットワークで放映された。
このネットワークの日中のスケジュールは、東部時間6:00から17:00まで放送されるライブローリングニュース報道（以前は『CBCニュースナウ』と呼ばれていた）で構成されている。別の正午の番組を制作する代わりに、殆どのCBCテレビジョン加盟局はCBCニュースネットワークを現地時間正午から13:00まで同時放送し、「Lバー（L-bar）」に地元のニュースと天気のヘッドラインを表示する。
『パワー&ポリティクス』は東部時間17:00から19:00まで生放送される。平日20:00から21:00まで、ジネラ・マッサがホストを務める『カナダ・トゥナイト』を放映する。
大西洋時間帯から始まり、東部時間21:00に放送されるCBCニュースの主力の夜間ニュース番組『ザ・ナショナル』は、東部時間翌2:00まで生放送され、翌朝のCBCニュースネットワークの初版までループで放送される。
CBCニュースネットワークに表示されるその他のオリジナル番組には次のものがある。
- マーケットプレイス（英語版） - カナダの消費者監視（英語版）シリーズ[13]
- ザ・フィフス・エステート（英語版） - 調査ドキュメンタリーニュースマガジン（英語版）シリーズ
- ザ・パッショネート・アイ（英語版） - ドキュメンタリーテレビシリーズ
- ローズマリー・バートン・ライブ（英語版） - CBCの主任政治担当記者のローズマリー・バートン（英語版）がホストを務める、政治ニュースと問題に関する毎週のライブ番組[14]。
- ザ・インベスティゲーターズ - ダイアナ・スウェイン（英語版）がホスト

2021年以降、このチャンネルは日曜日午後にCBCラジオ・ワンのニュース電話番組『クロス・カントリー・チェックアップ』も同時放送している。
| 番組                               | 曜日            | 時間（東部時間）                            | アンカー/ホスト                                                            | 概要                                         |
| 平日番組                           | 平日番組        | 平日番組                                    | 平日番組                                                                   | 平日番組                                     |
| ---------------------------------- | --------------- | ------------------------------------------- | -------------------------------------------------------------------------- | -------------------------------------------- |
| CBCモーニングライブ                | 月曜日 - 金曜日 | 6:00 - 10:00                                | ヘザー・ヒスコックス                                                       |                                              |
| CBCニュースネットワーク・ウィズ... | 月曜日 - 金曜日 | 10:00 - 13:00                               | スハナ・メハーチャンド                                                     | ライブローリングニュース                     |
| CBCニュースネットワーク・ウィズ... | 月曜日 - 金曜日 | 13:00 - 16:00                               | アンドリュー・ニコルズ                                                     | ライブローリングニュース                     |
| CBCランダウン                      | 月曜日 - 金曜日 | 16:00 - 17:00                               | アーティ・ポール                                                           | ライブローリングニュース                     |
| CBCニュースライブ                  | 月曜日 - 金曜日 | 17:00 - 18:00                               | ヴァシー・カペロス                                                         | ライブニュース                               |
| パワー&ポリティクス                | 月曜日 - 金曜日 | 18:00 - 20:00                               | ヴァシー・カペロス                                                         | ニュース・政治トーク番組                     |
| カナダ・トゥナイト                 | 月曜日 - 金曜日 | 20:00 - 21:00                               | ジネラ・マッサ                                                             | ニュース・政治トーク番組                     |
| 通年番組                           |                 |                                             |                                                                            |                                              |
| ザ・ナショナル                     | 月曜日 - 木曜日 | 0:00 - 6:00; 21:00 - 23:59                  | エイドリアン・アルセノー                                                   | ニュース放送                                 |
| ザ・ナショナル                     | 金曜日          | 0:00 - 6:00; 21:00 - 23:59                  | イアン・ハノマンシング                                                     | ニュース放送                                 |
| ザ・ナショナル                     | 土曜日          | 0:00 - 6:00                                 | イアン・ハノマンシング                                                     | ニュース放送                                 |
| ザ・ナショナル                     | 日曜日          | 21:00 - 23:59                               | イアン・ハノマンシング                                                     | ニュース放送                                 |
| 週末番組                           |                 |                                             |                                                                            |                                              |
| CBCニュースネットワーク・ウィズ... | 土曜日          | 6:00 - 11:00                                | ジョン・ノースコット                                                       | ライブローリングニュース                     |
| CBCニュースネットワーク・ウィズ... | 土曜日          | 11:00 - 17:00                               | マイケル・セラピオ                                                         | ライブローリングニュース                     |
| CBCニュースネットワーク・ウィズ... | 土曜日          | 17:00 - 17:30                               | マイケル・セラピオ                                                         | ライブローリングニュース                     |
| CBCニュースネットワーク・ウィズ... | 日曜日          | 6:00 - 10:00                                | ジョン・ノースコット                                                       | ライブローリングニュース                     |
| CBCニュースネットワーク・ウィズ... | 日曜日          | 12:00 - 17:00                               | マイケル・セラピオ                                                         | ライブローリングニュース                     |
| ローズマリー・バートン・ライブ     | 日曜日          | 10:00 - 12:00; 17:00 - 19:00                | ローズマリー・バートン                                                     | 政治ニュース・問題に関する毎週の番組         |
| マーケットプレイス                 | 土曜日          | 17:30 - 18:00; 21:30 - 22:00; 23:30 - 0:00  | アシャ・トムリンソン、チャールシー・アグロ、デイビッド・コモン             | カナダの消費者監視シリーズ                   |
| CBCニュースネットワーク            | 土曜日          | 18:00 - 18:30、21:00 - 21:30、23:00 - 23:30 | ナターシャ・ファター                                                       | ライブニュース                               |
| ザ・フィフス・エステート           | 土曜日 - 日曜日 | 19:00 - 20:00                               | ボブ・マッケオン、マーク・ケリー、ハビバ・ノシーン、ジリアン・フィンドレー | 調査ドキュメンタリーニュースマガジンシリーズ |
| CBC Docs POV                       | 土曜日          | 22:00 - 23:00                               | N/A                                                                        | 視点ドキュメンタリーシリーズ                 |
| CBC Docs POV                       | 日曜日          | 1:00 - 2:00                                 | N/A                                                                        | 視点ドキュメンタリーシリーズ                 |
| アット・イシュー                   | 土曜日          | 18:30 - 19:00                               | シャンタル・エベール、アンドリュー・コイン                                 | 政治パネル番組                               |
| アット・イシュー                   | 日曜日          | 0:30 - 1:00; 2:30 - 3:00;                   | シャンタル・エベール、アンドリュー・コイン                                 | 政治パネル番組                               |
| CBCニュースネットワーク            | 日曜日          | 20:00 - 21:00                               | ナターシャ・ファター                                                       | ライブニュース                               |
| ザ・ネイチャー・オブ・シングス     | 土曜日          | 20:00 - 21:00                               | デヴィッド・スズキ                                                         | 通俗科学番組                                 |
| ザ・ネイチャー・オブ・シングス     | 日曜日          | 4:00 - 5:00                                 | デヴィッド・スズキ                                                         | 通俗科学番組                                 |
| ザ・ネイチャー・オブ・シングス     | 月曜日          | 2:00 - 3:00                                 | デヴィッド・スズキ                                                         | 通俗科学番組                                 |
|                                    |                 |                                             |                                                                            |                                              |

## アンカー

### 現在
- ピーター・アームストロング（英語版）
- エイドリアン・アルセノー（英語版）
- ローズマリー・バートン（英語版）
- アンドリュー・チャン（英語版）
- ナターシャ・ファター（英語版）
- ジェニファー・ホール
- イアン・ハノマンシング（英語版）
- ヘザー・ヒスコックス（英語版）
- コリーン・ジョーンズ（英語版）
- ヴァシー・カペロス（英語版）
- キャロル・マクニール（英語版）
- ジネラ・マッサ（英語版）
- アンドリュー・ニコルズ
- ジョン・ノースコット
- スコット・ピーターソン
- アーティ・ポール（英語版）
- マイケル・セラピオ（英語版）
- ハンナ・ティベドー（英語版）

### 過去
最初のニュースワールドアンカーチームの初代メンバー:
- ジョージ・ボイド（英語版）
- ホイット・フレイザー（英語版）
- ベス・ゲインズ（英語版）
- ジェーン・ギルバート
- ポール・グリフィン（英語版）

その他の元アンカー:
- デイブ・ブリンドル
- キム・ブルンフーバー（英語版） - 現：『ザ・ナショナル』に所属
- ビル・キャメロン（英語版） - 故人（2005年）
- ブルース・ダビギン（英語版） - 1990年代
- ハリー・フォレステル - 現：『CBCニュース:ニューブランズウィック（CBC News: New Brunswick）』ホスト
- ドーナ・フリーゼン（英語版） - 現：『グローバル・ナショナル』に所属
- トム・ハリントン（英語版） - CBCラジオ・ワン（英語版）『ザ・ワールド・ディス・アワー（英語版）』の現ホスト
- ミカエル・ジャン - 現：元カナダ総督
- マーク・ケリー（英語版）[19]
- ニル・コクサル（英語版） - 現：『ワールド・リポート（英語版）』、 『CBCニュース トロント・ウィークエンド（CBC News Toronto Weekend）』、『CBCトロントニュース・アット・11（CBC Toronto News at 11）』（日曜日）のホスト[20]
- アマンダ・ラング（英語版） - 『ザ・ラング・アンド・オレアリー・エクスチェンジ（英語版）』の名を冠したアンカー。現：ブルームバーグTVカナダ（英語版）の『ブルームバーグ・ノース（英語版）』ホスト[21]
- アン＝マリー・メディウェイク（英語版） - 現：『CTVモーニングライブ（英語版）』
- スハナ・メハーチャンド（英語版）
- ジョルディ・モーガン（英語版） - カナダ独立事業連盟（英語版）役員であり、ノバスコシア進歩保守党（英語版）のメトロオーガナイザー
- レシュミ・ネア（英語版）
- ドン・ニューマン（英語版） - 引退
- アン・ペトリー（英語版）
- キャスリーン・ペティ（英語版） - CBCラジオ・オタワ（CBC Radio Ottawa）（英語版）『オタワ・モーニング（Ottawa Morning）』の現ホスト
- ローン・サックスバーグ（英語版） - タイでのシュノーケリング事故で死亡
- サリカ・セーガル（英語版） - CTVニュースチャンネル（英語版）に移籍。現：故人[22]
- アリソン・スミス（英語版） - 現：引退。バーニー・マクナミー（英語版）と共にCBCラジオ・ワン（英語版）『ザ・ワールド・アット・シックス（英語版）』の元共同アンカー
- エヴァン・ソロモン（英語版） - 現：CTVニュースチャンネル（英語版）『クエスチョン・ピリオド（英語版）』のホストを務めている。
- ジョージ・ストロンボロプロス - 現：フリーランス
- シェルドン・ターコット（英語版） - 引退; 2000年に死去
- ナンシー・ウィルソン（英語版） - 引退

## ロゴ

2001年 - 2009年（CBCニュースワールド）
2009年10月 - 2016年3月